# Yaosang

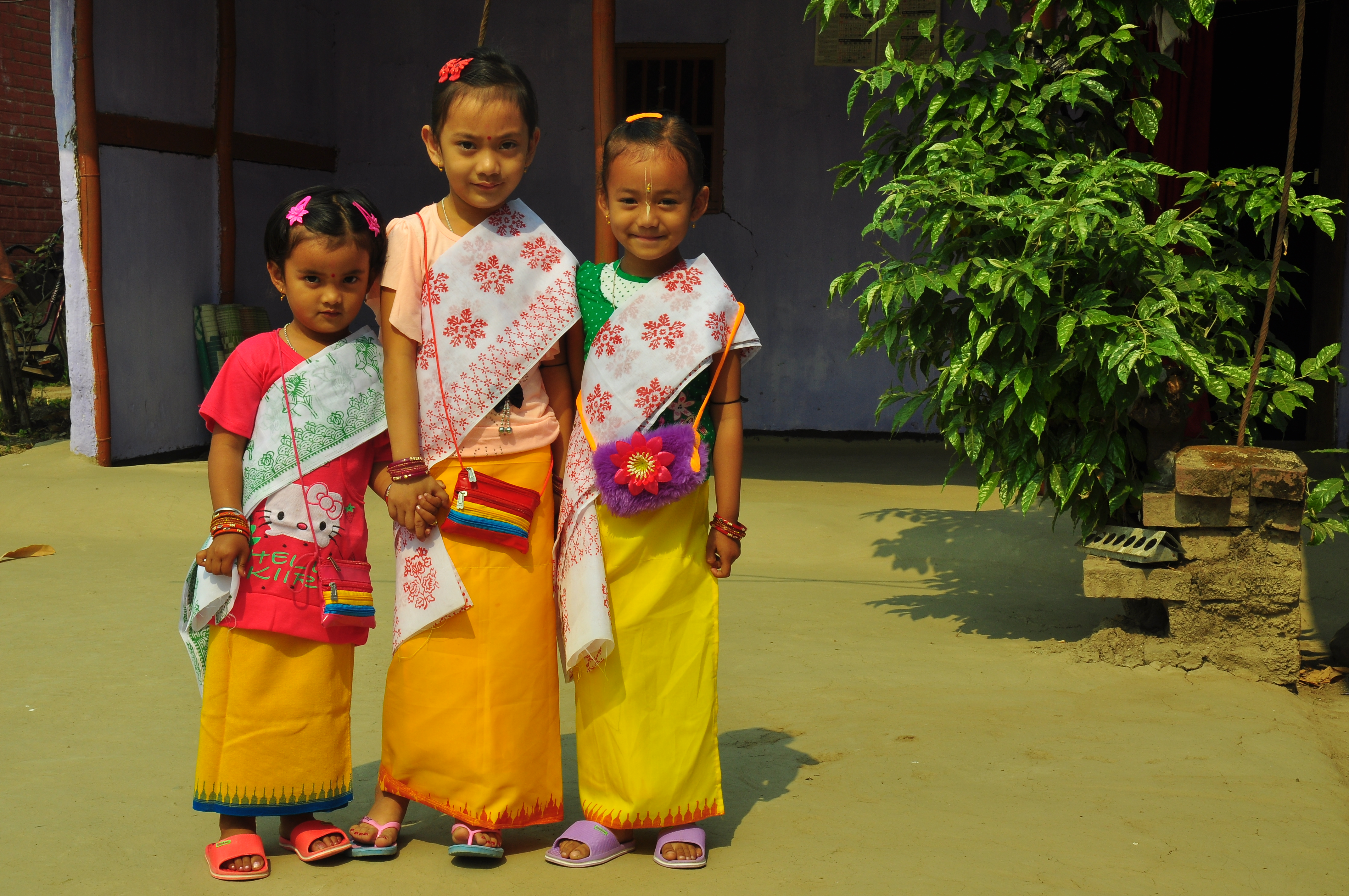
Niños con atuendos tradicionales yendo en busca de Nakatheng uno de los espectáculo más buscados durante el festival de Yaosang.

Yaosang, es un festival celebrado en Manipur durante cinco días en primavera, que comienza en el día de luna llena del mes de Lamda (febrero-marzo). Yaosang es una tradición indígena del pueblo Meitei. Se considera el festival más importante de Manipur. Sin embargo, a diferencia de Holi, las celebraciones van mucho más allá de los colores.

## Descripción
Yaosang comienza justo después del atardecer en cada pueblo con el Yaosang Mei thaba, o "quema de la choza de paja", en la noche de luna llena del mes manipuri de Lamta. Luego, los niños piden donaciones monetarias, llamadas nakatheng, en cada casa. En el segundo día, grupos locales de bandas interpretan sankirtan en el Templo Govindagee en el distrito de Imphal-East de Manipur. En el segundo y tercer día, las niñas van a casa de sus familiares a pedir su nakatheng y bloquean las carreteras con cuerdas para recolectar dinero. En el cuarto y quinto día, las personas se echan o se lanzan agua unas a otras. También se organizan varios eventos deportivos, como "la cuerda de guerra" y el fútbol. Además de esto, la comida también se comparte con los vecinos durante el festival.
Algunas tendencias recientes durante el festival de Yaoshang son conciertos de música, DJ y otras formas de entretenimiento en espacios abiertos. Las bandas locales se presentan durante estos conciertos.

## Danza
Otra característica de este festival es el Thabal Chongba ("bailando a la luz de la luna"). Hombres de diversos lugares acuden al lugar del festival y bailan en círculos con las mujeres, tomándose de las manos. En 2016, esto ocurrió del 23 al 24 de marzo.

## Celebraciones
Los lugareños también elaboran festines para celebrar este festival de alegría. Últimamente, ha habido una tendencia de canalizar la energía festiva hacia eventos deportivos para descubrir talentos a nivel local, lo cual está en línea con el rico espíritu deportivo de los Meiteis.

## Galería

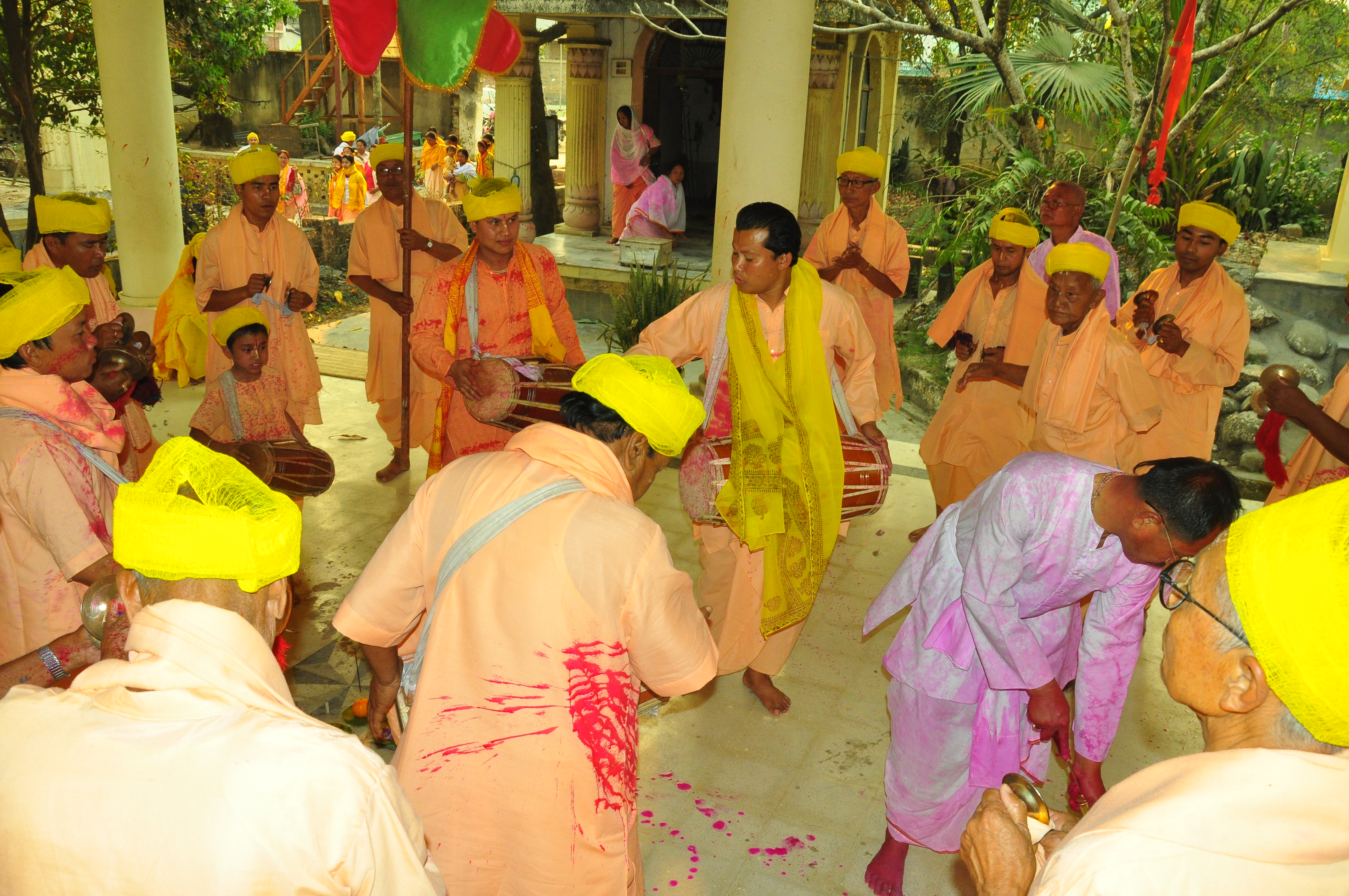
Un grupo típico de Meitei Holi baila en el Templo Govindagee en el segundo día de Yaosang.
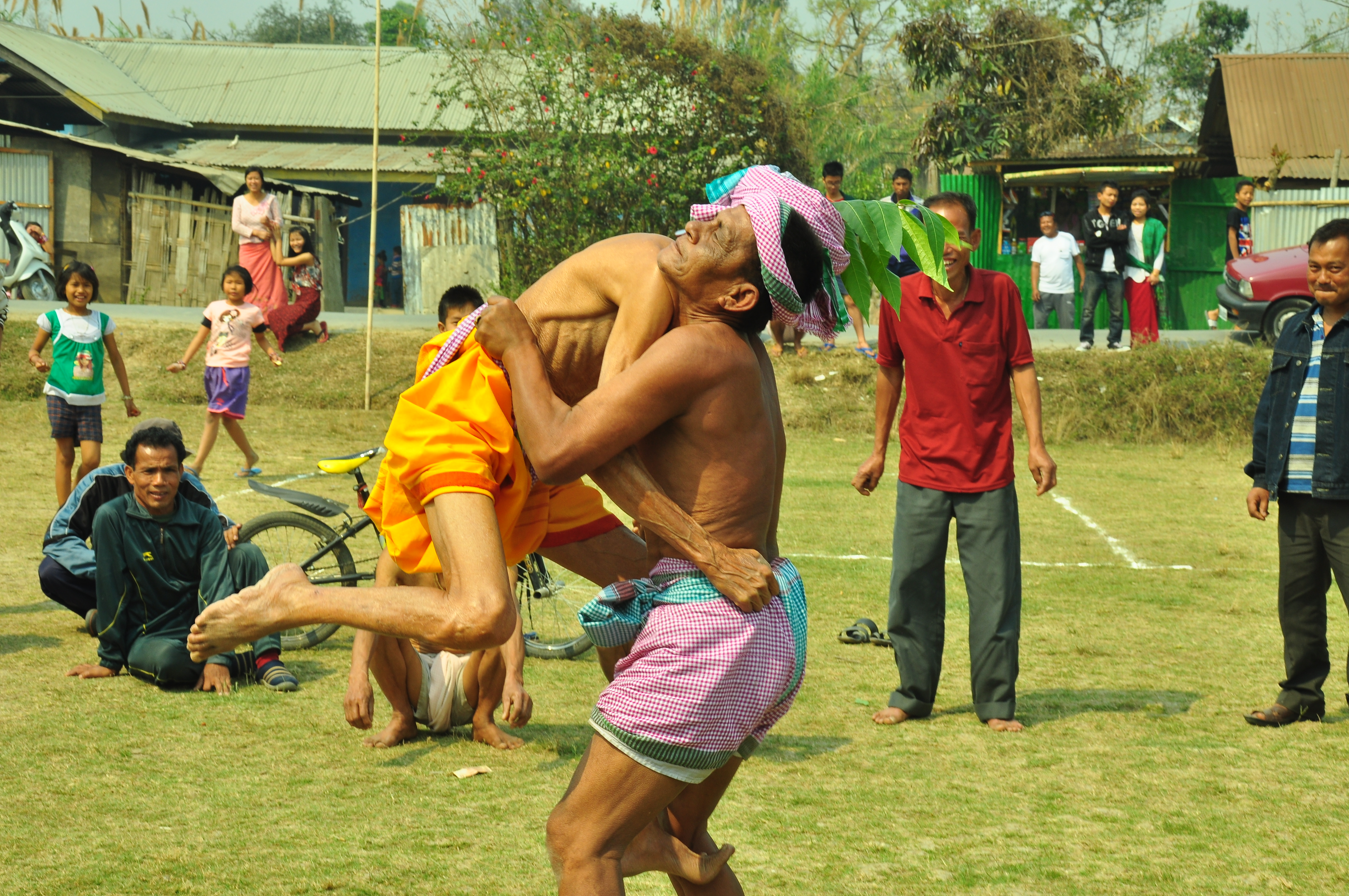
Como parte del festival deportivo de Yaosang, las personas mayores demuestran su habilidad en una forma tradicional de lucha conocida como mukna. Estos dos caballeros tenían más de 80 años.
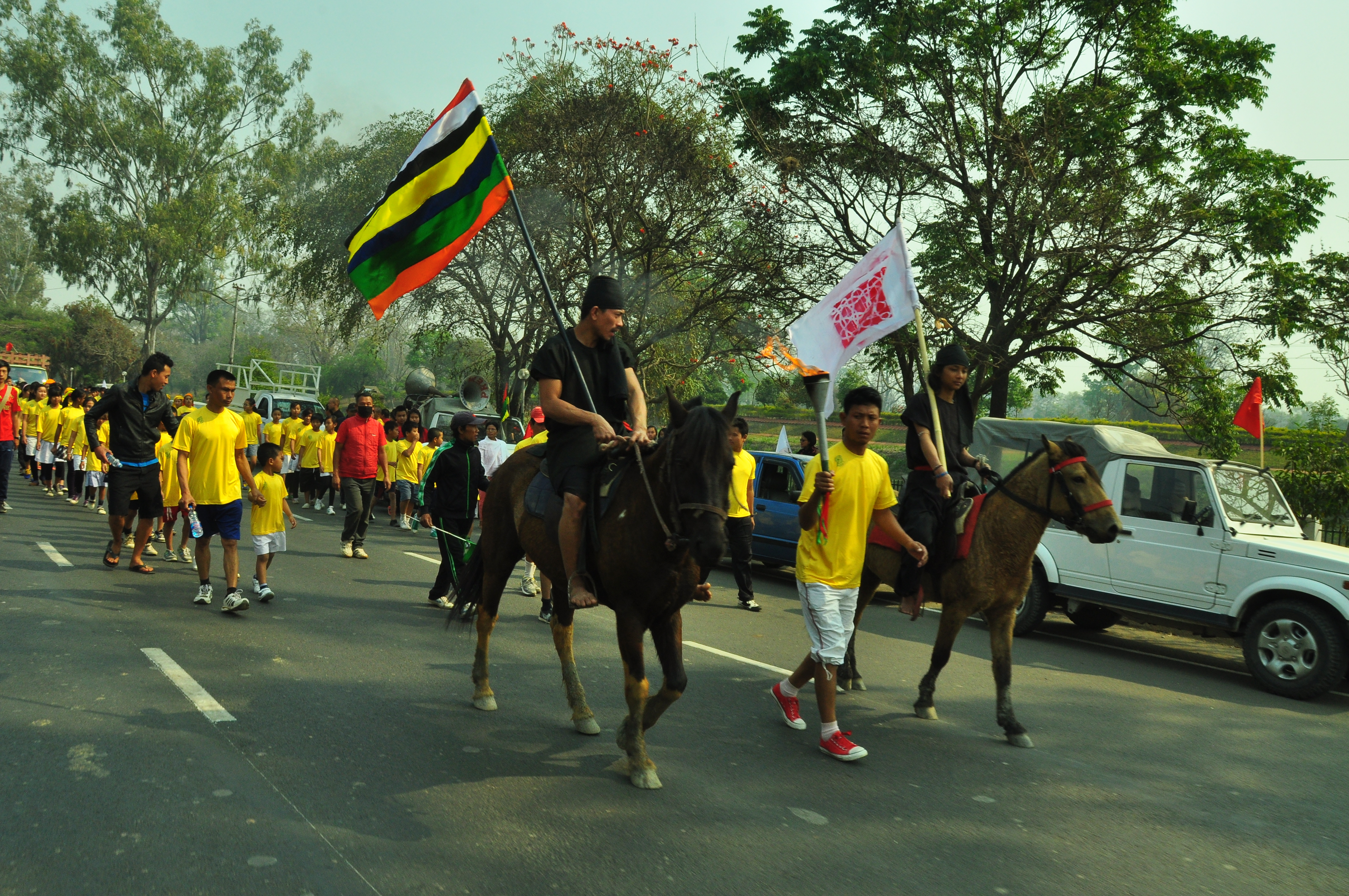
Jinetes a caballo abriendo paso hacia el Fuerte Kangla mientras un Meitei sostiene la antorcha para inaugurar el festival deportivo en el primer día de Yaosang.